# モスビーン
モスビーン (Moth bean) は、ササゲ属に属する植物。マット豆やトルコグラム、マトキとも呼ばれる。
主にインドにおいて豆をとるために栽培される食用栽培作物である。小型で乾燥に非常に強く、黄色い花と深く裂けた葉を持つ。枝は根元から多く分岐し、地面を這うように四方に伸びていく。この枝葉が地面を覆い、水分の蒸発を防ぐ働きをする。豆は3mmから4mmと小さく、色は明るい茶色から暗赤褐色である。もやしはやや甘い味がする。
インド原産で、今でもインドで最も栽培されている。インドにおいては、一晩水に浸してもやしにしてから食べたり、そのまま煮物にしたりする。葉は飼料となる。また、アメリカのテキサス州やカリフォルニア州では飼料用として栽培され、中国の雲南省、アフリカのボツワナなどでも栽培される。